# Birger Brosa
Birger Brosa, död 9 januari 1202 på Visingsö, var svensk jarl 1174–1202 och bar en lilja som vapen. Tillnamnet "Brosa", som sägs betyda 'den leende', är bara känt från västnordiska källor från 1200- och 1300-talet. Han omtalas på 1180-talet som dux Sweorum, men i de flesta källorna som Sweorum et Guttorum Dux.
Det anses att han var den förste jarlen för hela Sveariket (Karl Sverkersson hade två jarlar, Ulf och Guttorm) och han var sin tids mäktigaste man i Östergötland och ägde flera gårdar i Östergötland, Närke och Värmland. Det är också troligt att han hade gårdar i Södermanland, då han hade patronatsrätt till Sankt Eskils kyrka i Södermanland. Birger Brosa var en stor donator till Riseberga kloster.
Han synes ha varit en person med tillgång till betydande maktresurser, som lyckades hålla fred under en lång period i Sverige. Efter hans död bröt maktfejder ut nästan omedelbart. Hans dödsdatum är känt från ett psalterium i British Museum.
Birger Brosa var son till Bengt Snivil och gifte sig före 1170 med Birgitta Haraldsdotter. En av hans bröder var Magnus Minnisköld, far till Birger jarl.

## Birger Brosas vapensköld
Birger Brosa förde en lilja i sitt vapen vilket är känt från Birger Brosas sigill från ca 1160, och har bildat exempel för liljegrenen av Bjälboätten.
Den svenska heraldikern Jan Ranekes blasonering för Birger Brosas sköld lyder: ”En vit stavlilja på rött fält”.
Denna åsikt har tillbakavisats av professor Bo Johnson Theutenberg, författare till boken Från den Heliga graven till Västergötland, som menar att det är fråga om en fransk lilja, och menar att den ansluter till Sigtrygg Bengtssons vapensköld.

## Birger Brosas familj
Enligt Heimskringla hade Birger i sitt äktenskap med den norska kungadottern Birgitta Haraldsdotter följande barn:
1. Filip, jarl till den norske kungen Sverre Sigurdsson, stupad i januari 1200.
2. Knut, jarl av Sverige, stupad 31 januari 1208 i slaget vid Lena.
3. Folke, troligen, men inte med säkerhet, identisk med Folke, jarl av Sverige, stupad 17 juli 1210 i slaget vid Gestilren.[6] baserat på indicier anförda av bl.a. Sten Karlsson, vilka stöds av Hans Gillingstam.[4] Kritiken mot detta antagande innefattar bl.a. att Snorre Sturlasson nämner fyra söner till Birger Brosa: Filip jarl, Knut jarl, Folke och Magnus, i sagan saknar denne Folke Birgersson jarlatitel i motsats till de bägge äldre bröderna, och det anförs som märkligt att inte Snorre skulle känt till Sveriges främste enskilde man efter Birger Brosas död, i synnerhet om Folke jarl varit kung Harald Gilles dotterson.[7]
4. Magnus, endast känd från Heimskringla och ett psaltarium
5. Ingegärd, svensk drottning, gift med Sverker den yngre.
6. Kristina, endast känd från Heimskringla.
7. Margareta, endast känd från Heimskringla och ett psaltarium.

## Birger Brosa i media
I filmatiseringen av Arn-böckerna spelas Birger Brosa av Stellan Skarsgård. Arn och Birger sägs vara av Folkungaätten, trots att man numera för denna ätt föredrar namnet Bjälboätten för att undvika förvirring med det politiska partiet folkungarna. I Arn-böckerna framställs Magnus Minnisköld inte som hans bror, utan som son till hans brorson Arn.